# Annuario scolastico
Un annuario scolastico è una raccolta di profili, nomi, e/o fotografie, corrispondenti a membri di un'organizzazione scolastica.
In inglese il termine corrispondente è yearbook e definisce elenchi — siano essi cartacei od on-line — che raccolgono informazioni personali e foto di un gruppo di persone; originariamente ivi venivano raccolte le informazioni principali sugli studenti e venivano distribuiti dalle università con l'intento di fornire le informazioni utili su docenti e personale del centro di educazione.

## Storia
Le università negli Stati Uniti spesso facevano pubblicazioni ufficiali o non ufficiali con le informazioni sui propri studenti, sulle proprie scuole e divisioni, e lo staff, insieme a immagini e dati biografici. Nel 2000, queste directory cominciarono ad essere realizzate "online", offrendo nuovi servizi e informazioni ulteriori, tra cui la protezione tramite password, funzionalità di ricerca avanzate e indicizzazione, nonché la possibilità di aggiornare informazioni e foto.
All'inizio del 2004, Mark Zuckerberg, un sophomore (studente del secondo anno) dell'Università di Harvard, ha creato una directory online non ufficiale in un luogo digitale chiamato "thefacebook.com" (il precursore del servizio di Facebook), a causa della frustrazione data dal progetto online simile dell'università stessa, che impiegava troppo tempo.
Lo sviluppo di un elenco di profili del campus era stato preparato tenendo conto e rispettando alcune questioni di intimità e privacy, molte delle quali sono state messe in discussione nel novembre del 2003, proprio mentre Mark Zuckerberg era stato accusato di violare la sicurezza del sistema, diritti d'autore e la privacy individuale. Infatti, Zuckerberg aveva creato il suo sito web, www.facemash.com, utilizzando foto copiate senza permesso di Harvard, e anche utilizzando altre immagini con l'intento di attirare l'attenzione degli studenti.